# Meseret Defar
 (décembre 2022).
Meseret Defar (en amharique : መሰረት ደፋር), née le 19 novembre 1983 à Addis-Abeba, est une athlète éthiopienne spécialiste de la course de fond. Elle remporte les titres olympiques du 5 000 mètres en 2004 et 2012, et les titres mondiaux en 2007 et 2013.

## Biographie
Pour ses premiers pas sur la scène internationale, Meseret Defar réalise un doublé 3 000-5 000 mètres lors des Championnats du monde junior d'athlétisme de 2002 à Kingston, doublé qui n'avait pas été réalisé auparavant. Lors de la course, elle devance sa compatriote et cousine qui va également devenir célèbre, Tirunesh Dibaba.
Le grand public la découvre pour sa part lors des Championnats du monde de Birmingham. Elle remporte une médaille de bronze sur 3 000 m derrière sa compatriote Berhane Adere et l'Espagnole Marta Domínguez.
Lors de la saison hivernale suivante, elle remporte le titre de Championne du monde à Budapest, devançant la tenante du titre Berhane Adere.
Préalablement sélectionnée en tant que remplaçante pour les Jeux olympiques 2004 à Athènes, la concurrence étant très importante en Éthiopie, elle fait honneur à sa sélection. Lors de la finale du 5 000 m, elle réalise un dernier 200 mètres qui lui permet de devancer en 14 min 45 s 65 la Kényane Isabella Ochichi et une autre Éthiopienne Tirunesh Dibaba. Peu après, elle fait don de sa médaille d'or à un musée religieux d'Addis-Abeba.
Lors de la compétition majeure suivante, les Championnats du monde 2005 à Helsinki, elle est devancée par Tirunesh Dibaba sur le 5 000, Dibaba réalisant le doublé 5 000-10 000. Les Éthiopiennes remportent les quatre premières places de la course. Elle devance Ejegayehu Dibaba et Meselech Melkamu.
Lors des Championnats du monde en salle 2006 de Moscou, elle conserve son titre de championne du monde du 3 000 mètres.
En début de la saison estivale, elle établit en 14 min 24 s 53 un nouveau record du monde du 5 000 mètres, record détenu auparavant par la Turque d'origine éthiopienne Elvan Abeylegesse. Une nouvelle tentative de battre son record au meeting de Bruxelles échoue : les lièvres lâchent plus tôt que prévu, et la présence de Dibaba dans son dos et qui ne veut pas la relayer ne la poussent pas à aller au bout de sa tentative. Dibaba remporte même la course, restant ainsi en lice pour se partager la récompense de la Golden League. Defar prend sa revanche dans le meeting suivant, et le dernier du programme de la Golden League, lors de l'ISTAF de Berlin, privant ainsi sa rivale des 125 000 dollars de récompense.
Lors de la saison hivernale suivante, elle établit un nouveau record du monde en salle du 3 000 mètres en 8 min 23 s 72. Puis, en mai, elle établit le record du monde du 2 miles en 9 min 10 s 47, record qu'elle descendra ensuite en fin de saison à 8 min 58 s 58. Lors du Bislett Games, elle bat son propre record du monde du 5 000 m de près de 8 secondes, en le portant à 14 min 16 s.
La rencontre entre Dibaba et Defar aux Championnats du monde d'Osaka n'a finalement pas lieu, Dibaba déclarant forfait en raison de douleurs à l'estomac survenues dans la course du 10 000. Defar remporte le titre mondial sur 5 000. Le 25 novembre, elle est désignée à Monaco Athlète de l'année IAAF en compagnie de Tyson Gay grâce à son titre mondial sur 5 000 mètres et le record du monde de cette même distance.

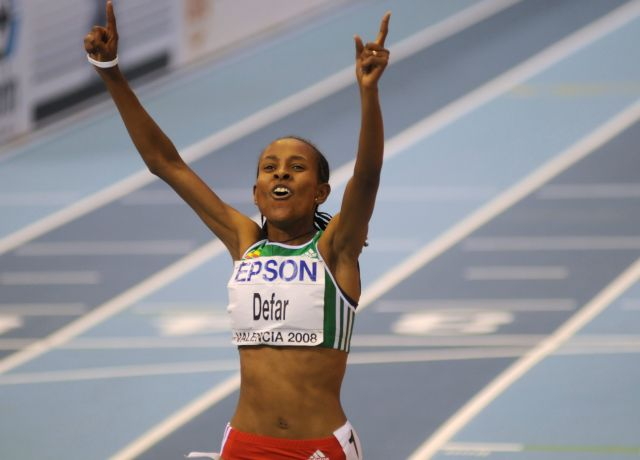
Meseret Defar remporte le titre en salle à Valence en 2008

La saison 2008, débutée par la conservation de son titre du 3 000 mètres en salle, est plus difficile quant au résultat. Elle est d'abord devancée lors des Championnats d'Afrique d'athlétisme 2008 par Meselech Melkamu sur le 5 000 mètres. Puis Dibaba bat son record du monde de la distance. Enfin, lors des Jeux olympiques 2008 à Pékin, elle échoue à la troisième place, derrière Dibaba et la Turque Elvan Abeylegesse. Cependant, elle récupérera la médaille d'argent quelques années plus tard à la suite de la disqualification pour dopage de la Turque. 
Le 18 février 2009, elle établit un nouveau record du monde du 5 000 m en salle lors du meeting de Stockholm avec le temps de 14 min 24 s 37. Après le forfait de sa rivale Tirunesh Dibaba aux Championnats du monde de Berlin, elle est la grande favorite des deux courses du 10 000 m et du 5 000 m. Lors de la finale du 10 000 m, elle prend la tête dans le dernier tour et mène toujours dans le virage. Mais elle s'écroule, dépassée une première fois par sa compatriote Meselech Melkamu puis par la future vainqueure, la Kenyane Linet Chepkwemoi Masai. Elle termine finalement à la cinquième place. Lors de la finale du 5 000 m, elle prend de nouveau la tête dans le dernier virage mais elle échoue de nouveau dans la ligne droite, battue par les Kenyanes Vivian Cheruiyot et Sylvia Jebiwott Kibet. En fin de saison elle réalise le doublé 3 000 m/5 000 m lors de la finale mondiale de l'IAAF, à Thessalonique.
En mars 2010, lors des championnats du monde en salle de Doha, Meseret Defar remporte son quatrième titre mondial consécutif dans l'épreuve du 3 000 m en devançant Vivian Cheruiyot et Sentayehu Ejigu. Fin juillet, à Nairobi au Kenya, elle se classe deuxième du 5 000 m des championnats d'Afrique, terminant à près de deux secondes de Vivian Cheruiyot. Sélectionnée dans l'équipe d'Afrique lors de la première édition de la Coupe continentale d'athlétisme, à Split, elle s'impose sur la distance du 3 000 m en 9 min 03 s 33. Elle fait ses débuts dans l'épreuve du semi-marathon à l'occasion du Rock 'n' Roll Philadelphia Half Marathon, et remporte la course en 1 h 7 min 44 s.
L’Éthiopienne termine troisième de l'épreuve du 5 000 m lors des championnats du monde 2011 de Daegu, en Corée du Sud, battue par les Kényanes Vivian Cheruiyot et Sylvia Kibet.
En début de saison 2012, sur 3 000 m, elle termine deuxième des championnats du monde en salle d'Istanbul, derrière la Kényane Hellen Obiri. Le 10 août, aux Jeux de Londres, elle s'adjuge son deuxième titre olympique sur 5 000 m après Athènes 2004 en s'imposant dans le temps de 15 min 04 s 25, devant Vivian Cheruiyot et Tirunesh Dibaba, titrée par ailleurs sur 10 000 m.
Meseret Defar remporte la médaille d'or du 5 000 m lors des championnats du monde 2013 à Moscou, décrochant à cette occasion son deuxième titre dans cette compétition après son succès sur cette même distance à Osaka en 2007. Elle s'impose en 14 min 50 s 19 et devance la Kényane Mercy Cherono et l'autre Éthiopienne Almaz Ayana.
Absente sur les pistes en 2014 pour maternité et en 2015 pour blessure, Defar fait son grand retour le 14 février 2016 à Boston, où elle établit la meilleure performance mondiale de l'année sur 3 000 m en 8 min 30 s 83.
Le 20 mars 2016, Defar devient vice-championne du monde en salle lors des championnats du monde en salle de Portland sur le 3 000 m, derrière sa compatriote Genzebe Dibaba.
En mars 2020, elle reçoit l'Inspirational Woman Award de la part de l'Association des marathons internationaux et des courses de distance (AIMS).

## Palmarès
| Date | Compétition                    | Lieu              | Épreuve  | Résultat | Temps          |
| ---- | ------------------------------ | ----------------- | -------- | -------- | -------------- |
| 1999 | Championnats du monde jeunesse | Bydgoszcz         | 3 000 m  | 2e       | 9 min 02 s 08  |
| 2000 | Championnats d'Afrique         | Alger             | 5 000 m  | 2e       | 15 min 49 s 86 |
| 2000 | Championnats du monde juniors  | Santiago du Chili | 5 000 m  | 2e       | 16 min 23 s 69 |
| 2002 | Championnats du monde juniors  | Kingston          | 3 000 m  | 1re      | 9 min 12 s 61  |
| 2002 | Championnats du monde juniors  | Kingston          | 5 000 m  | 1re      | 15 min 54 s 94 |
| 2003 | Championnats du monde en salle | Birmingham        | 3 000 m  | 3e       | 8 min 42 s 58  |
| 2003 | Jeux africains                 | Abuja             | 5 000 m  | 1re      | 16 min 42 s 00 |
| 2003 | Finale mondiale                | Monaco            | 3 000 m  | 4e       | 8 min 38 s 31  |
| 2004 | Championnats du monde en salle | Budapest          | 3 000 m  | 1re      | 9 min 11 s 22  |
| 2004 | Jeux olympiques                | Athènes           | 5 000 m  | 1re      | 14 min 45 s 65 |
| 2004 | Finale mondiale                | Monaco            | 3 000 m  | 1re      | 8 min 36 s 46  |
| 2005 | Championnats du monde          | Helsinki          | 5 000 m  | 2e       | 14 min 39 s 54 |
| 2005 | Finale mondiale                | Monaco            | 3 000 m  | 1re      | 8 min 47 s 26  |
| 2005 | Finale mondiale                | Monaco            | 5 000 m  | 1re      | 14 min 45 s 87 |
| 2006 | Championnats du monde en salle | Moscou            | 3 000 m  | 1re      | 8 min 38 s 80  |
| 2006 | Championnats d'Afrique         | Bambous           | 5 000 m  | 1re      | 15 min 56 s 00 |
| 2006 | Finale mondiale                | Stuttgart         | 3 000 m  | 1re      | 8 min 34 s 22  |
| 2006 | Finale mondiale                | Stuttgart         | 5 000 m  | 2e       | 16 min 04 s 78 |
| 2006 | Coupe du monde des nations     | Athènes           | 5 000 m  | 1re      | 14 min 39 s 11 |
| 2007 | Jeux africains                 | Alger             | 5 000 m  | 1re      | 15 min 02 s 72 |
| 2007 | Championnats du monde          | Osaka             | 5 000 m  | 1re      | 14 min 57 s 91 |
| 2007 | Finale mondiale                | Stuttgart         | 3 000 m  | 1re      | 8 min 27 s 24  |
| 2008 | Championnats du monde en salle | Valence           | 3 000 m  | 1re      | 8 min 38 s 79  |
| 2008 | Championnats d'Afrique         | Addis-Abeba       | 5 000 m  | 2e       | 15 min 50 s 19 |
| 2008 | Jeux olympiques                | Pékin             | 5 000 m  | 2e       | 15 min 44 s 12 |
| 2008 | Finale mondiale                | Stuttgart         | 3 000 m  | 1re      | 8 min 43 s 60  |
| 2008 | Finale mondiale                | Stuttgart         | 5 000 m  | 1re      | 14 min 53 s 82 |
| 2009 | Championnats du monde          | Berlin            | 5 000 m  | 3e       | 14 min 58 s 41 |
| 2009 | Championnats du monde          | Berlin            | 10 000 m | 5e       | 30 min 52 s 37 |
| 2009 | Finale mondiale                | Thessalonique     | 3 000 m  | 1re      | 8 min 30 s 15  |
| 2009 | Finale mondiale                | Thessalonique     | 5 000 m  | 1re      | 15 min 25 s 31 |
| 2010 | Championnats du monde en salle | Doha              | 3 000 m  | 1re      | 8 min 51 s 17  |
| 2010 | Championnats d'Afrique         | Nairobi           | 5 000 m  | 2e       | 16 min 20 s 54 |
| 2010 | Coupe continentale             | Split             | 3 000 m  | 1re      | 9 min 03 s 33  |
| 2011 | Championnats du monde          | Daegu             | 5 000 m  | 3e       | 14 min 56 s 94 |
| 2012 | Championnats du monde en salle | Istanbul          | 3 000 m  | 2e       | 8 min 38 s 26  |
| 2012 | Jeux olympiques                | Londres           | 5 000 m  | 1re      | 15 min 04 s 25 |
| 2013 | Championnats du monde          | Moscou            | 5 000 m  | 1re      | 14 min 50 s 19 |
| 2013 | Ligue de diamant               | Ligue de diamant  | 3 000 m  | 1re      | détails        |
| 2016 | Championnats du monde en salle | Portland          | 3 000 m  | 2e       | 8 min 54 s 26  |

## Records

### Records du monde
- record du monde du 5 000 m en 14 min 24 s 53 le 3 juin 2006 à New York (amélioration du record d'Elvan Abeylegesse réalisé le 11 juin 2004 à Bergen)
- record du monde du 5 000 m en 14 min 16 s 63 le 15 juin 2007 à Oslo (amélioration de son précédent record)
- record du monde du 5 000 m en salle en 14 min 24 s 37 le 18 février 2009 à Stockholm

### Records personnels
| Épreuve   | Épreuve       | Performance    | Date              | Lieu                | Notes |
| --------- | ------------- | -------------- | ----------------- | ------------------- | ----- |
| Plein air | 1 500 m       | 4 min 02 s 00  | 12 juin 2010      | New York            |       |
| Plein air | 2 000 m       | 5 min 45 s 62  | 8 juin 2008       | Eugene              |       |
| Plein air | 3 000 m       | 8 min 24 s 51+ | 14 septembre 2007 | Bruxelles           |       |
| Plein air | 2 miles       | 8 min 58 s 58  | 14 septembre 2007 | Bruxelles           |       |
| Plein air | 5 000 m       | 14 min 12 s 88 | 22 juillet 2008   | Stockholm           |       |
| Plein air | 10 000 m      | 29 min 59 s 20 | 11 juillet 2009   | Birmingham          |       |
| Plein air | 10 km (route) | 32 min 08      | 25 février 2007   | San Juan            |       |
| Plein air | Semi-marathon | 67 min 25      | 24 février 2013   | La Nouvelle-Orléans |       |
| Salle     | 3 000 m       | 8 min 23 s 72  | 2 février 2007    | Bruxelles           | WR    |
| Salle     | 2 miles       | 9 min 06 s 26  | 26 février 2009   | Prague              |       |
| Salle     | 5 000 m       | 14 min 24 s 37 | 18 février 2009   | Stockholm           | WR    |

## Divers
Elle est ambassadrice de l'UNFPA.